# Mezoregion Nordeste Baiano

Mezoregion Nordeste Baiano

Mezoregion Nordeste Baiano – mezoregion w brazylijskim stanie Bahia, skupia 60 gmin zgrupowanych w sześciu mikroregionach. Liczy 56.451,7 km² powierzchni.

## Mikroregiony
- Alagoinhas
- Entre Rios
- Euclides da Cunha
- Jeremoabo
- Ribeira do Pombal
- Serrinha